# Nera (Indigirka)
Die Nera (russisch Не́ра; jakutisch Ньара) ist ein rechter Nebenfluss der Indigirka in der Republik Sacha in Ostsibirien.
Die Nera entsteht am Zusammenfluss von Deljankir (rechts) und Chudschach (links) an der Grenze zur Oblast Magadan. Sie durchfließt das Nera-Hochland (Нерское плоскогорье) in nordöstlicher Richtung und mündet nach 196 km bei Ust-Nera rechtsseitig in den Oberlauf der Indigirka. Die Nera entwässert ein Areal von 24.500 km². Ihr mittlerer Abfluss (MQ) 65 km oberhalb der Mündung beträgt 119 m³/s. Von Mai bis August führt die Nera üblicherweise Hochwasser. Zwischen Dezember und April ist der Fluss gefroren. Entlang dem Fluss verläuft die Straße R504 von Ust-Nera nach Magadan.